# 神結酒造
神結酒造（かみむすびしゅぞう、KAMIMUSUBI BREWERY　CO.,LTD.）は、兵庫県加東市に本社及び工場を置く日本の清酒製造メーカー。創業は、1893年（明治26年）。

## 概要
本社、工場を加古川闘龍灘のすぐ下流に置き、主銘柄は神結、闘竜灘。数々の受賞歴を持つ。神結の名の由来は、蔵の裏手の社のそばに生えた2本の樫の木が結えて一本のように見えたことから命名された。加東市は山田錦のふるさとでもあり、地元産の酒米を、五峰山の伏流水で仕込む。1994年からは、杜氏の高齢化で、新たに南部杜氏が来る。
工場建物は鋸屋根をもつ純木造の歴史的建造物である。毎年、2月に加東市主催による「あったか加東市 冬のまつり」に協賛し、その際には蔵を開放して見学会や試飲会を行う。
近年では「麹スウィーツ　Poudre（プドレ）」が女性を中心に人気化し、「神戸セレクション」や「五つ星ひょうご選定商品カタログ」に選ばれた。

## 受賞歴
- 1997年（平成9年）大阪国税局新酒鑑評会金賞、全国新酒鑑評会金賞。
- 1999年（平成11年）大阪国税局新酒鑑評会入賞、全国新酒鑑評会入賞、南部杜氏自醸清酒鑑評会優等賞。
- 2000年（平成12年）大阪国税局新酒鑑評会入賞、南部杜氏自醸清酒鑑評会優等賞。
- 2002年（平成14年）全国新酒鑑評会金賞、南部杜氏自醸清酒鑑評会優等賞。
- 2003年（平成15年）全国新酒鑑評会金賞、南部杜氏自醸清酒鑑評会優等賞。
- 2004年（平成16年）全国新酒鑑評会金賞、南部杜氏自醸清酒鑑評会優等賞。
- 2005年（平成17年）南部杜氏自醸清酒鑑評会優等賞。
- 2006年（平成18年）全国新酒鑑評会金賞、南部杜氏自醸清酒鑑評会優等賞。
- 2007年（平成19年）全国新酒鑑評会金賞、南部杜氏自醸清酒鑑評会優等賞。
- 2008年（平成20年）全国新酒鑑評会入賞、南部杜氏自醸清酒鑑評会優等賞。
- 2009年（平成21年）モンドセレクション2009金賞、南部杜氏自醸清酒鑑評会優等賞。
- 2010年（平成22年）全国新酒鑑評会入賞。
- 2011年（平成23年）全国新酒鑑評会金賞。
- 2012年（平成24年）全国新酒鑑評会入賞、南部杜氏自醸清酒鑑評会優等賞。
- 2018年（平成30年）全国新酒鑑評会金賞。
- 2019年（令和元年）全国新酒鑑評会入賞。

## ギャラリー

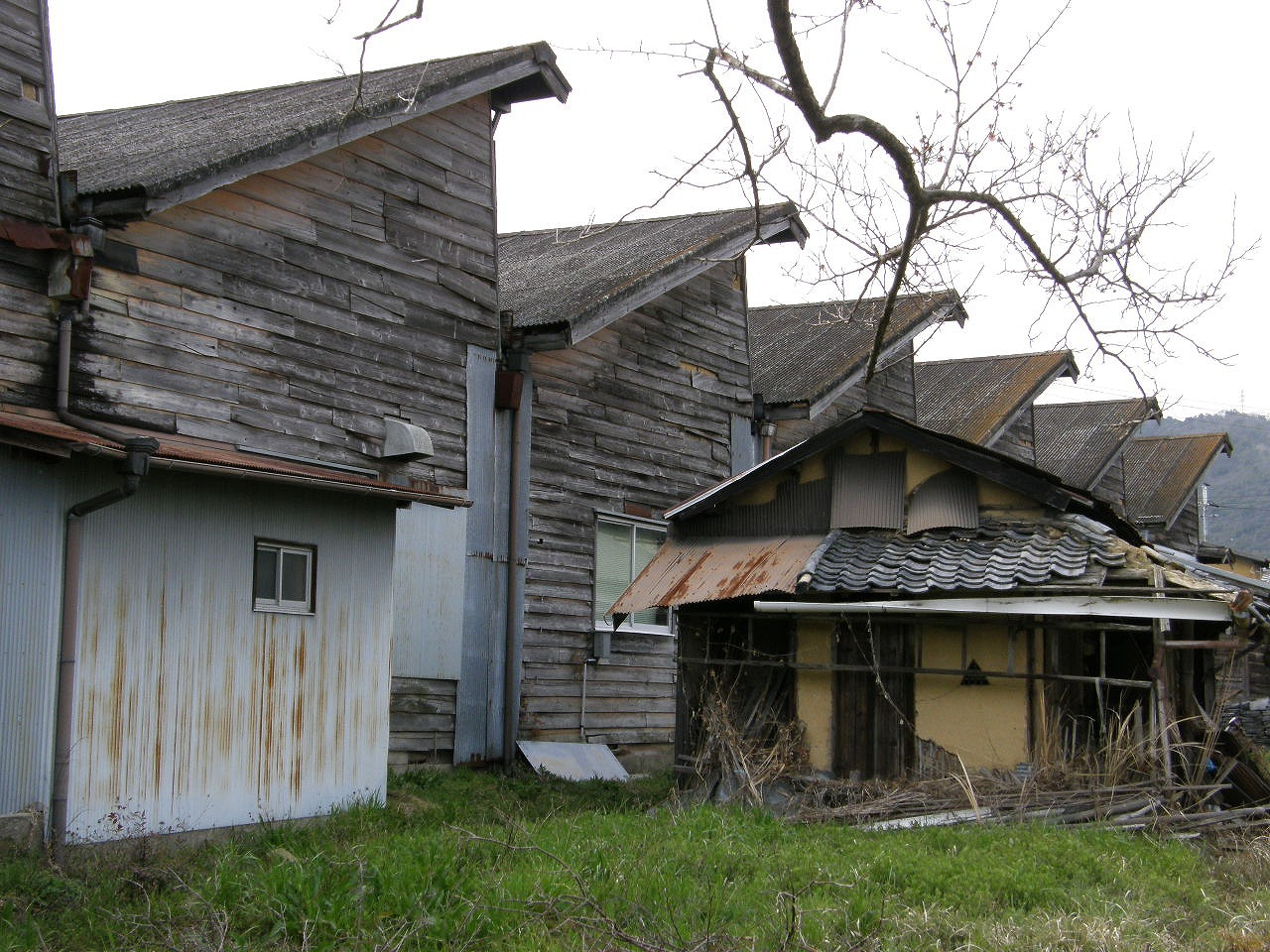
鋸屋根構造を持つ工場
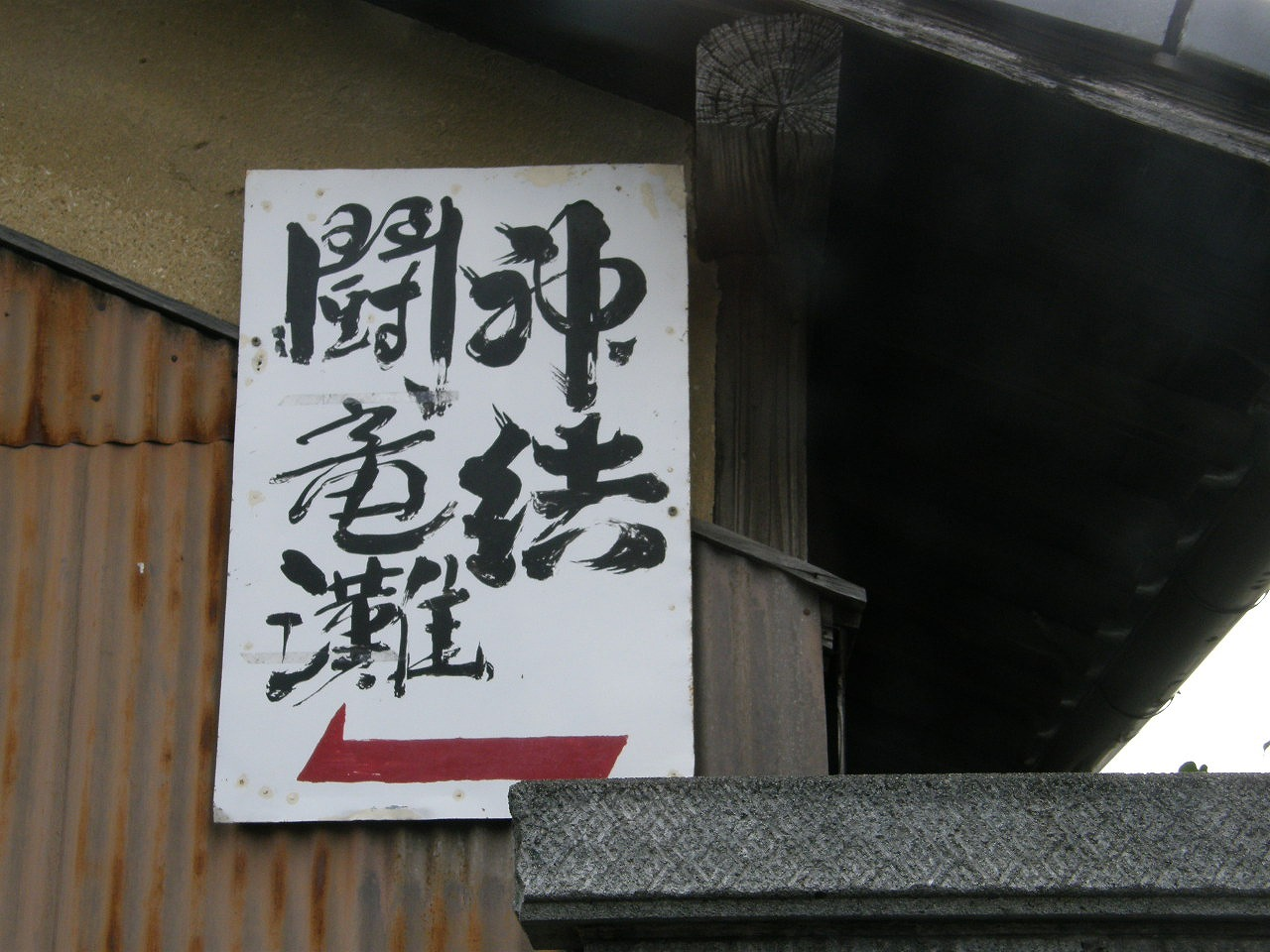
神結酒造 案内看板
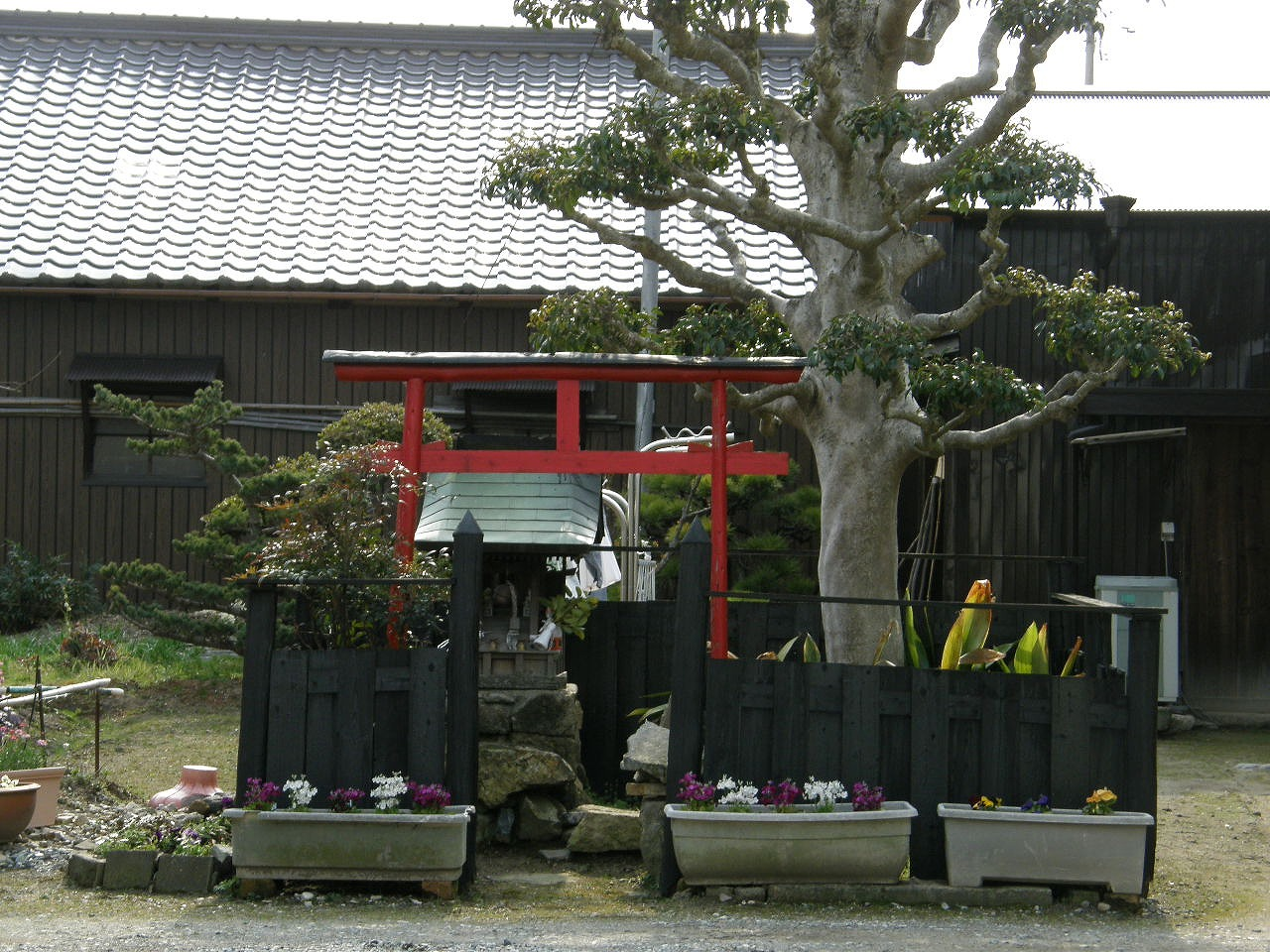
神結の名の由来となった裏の祠と樫の木
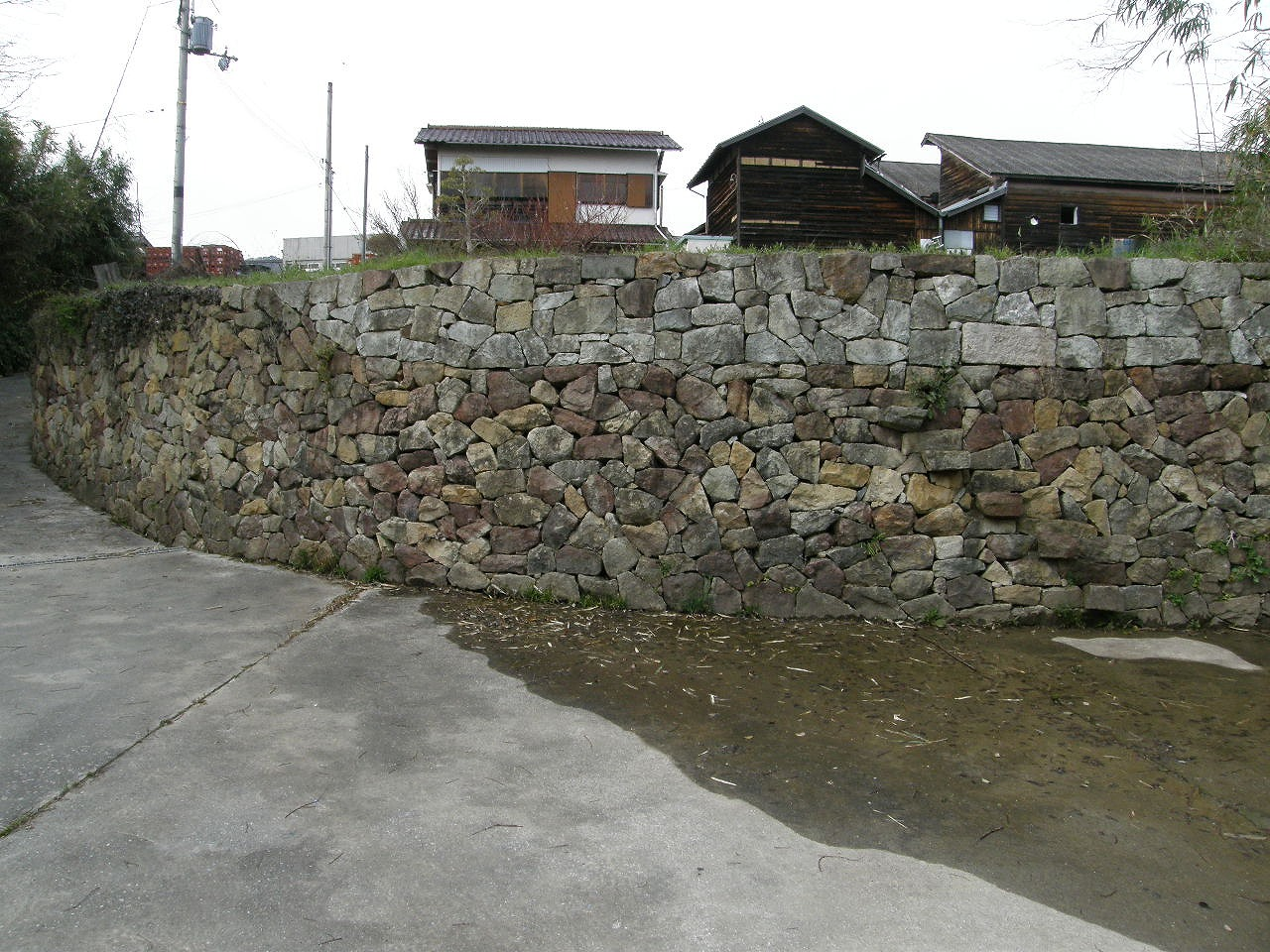
加古川側に見られる石垣